# 爱德华·哈特曼
爱德华·哈特曼（1965年6月5日—），斯洛伐克男子冰球运动员，场上位置是守门员。他曾代表斯洛伐克国家队参加1994年冬季奥林匹克运动会冰球比赛，获得第6名。